# Cirrhoscyllium expolitum
Cirrhoscyllium expolitum H. M. Smith & Radcliffe, 1913 è un pesce cartilagineo della famiglia Parascylliidae che vive nel Mar Cinese Meridionale tra Luzon nelle Filippine e in Cina, a profondità comprese tra 180 e 190 m. La sua lunghezza è fino a 34 cm, è un oviparo.